# Sociedad Deportiva Ponferradina
A Sociedad Deportiva Ponferradina, S. A. D. é um clube de futebol espanhol da cidade de Ponferrada, na comarca leonesa de El Bierzo, que disputa seus jogos no Estadio El Toralín. Nessa temporada de 2023-24, está participando da Primera Federación, equivalente a Terceira Divisão do Futebol Espanhol.
Foi fundado em 07 de junho de 1922. Estreou na Segunda Divisão Espanhola na temporada 2006-07 e desde então participou de 10 temporadas da divisão. Sua melhor posição foi um sétimo lugar nas temporadas de 2012-13 e 2014–15 ficando a uma posição de disputar a fase de acesso da Primeira Divisão Espanhola.

## História[2]
A Sociedad Deportiva Ponferradina foi fundada em 07 de junho de 1922 e seu primeiro presidente foi Rogelio López Boto. A Ponferradina sempre foi um clube muito vinculado a El Bierzo, do qual é um dos símbolos de referência, sendo a entidade emblemática do esporte berciano. Além disso, o clube é uma das instituições mais comprometidas com a região e sempre exibiu esse bercianismo em toda a geografia nacional.

### Fundação do Clube
Em 07 de junho de 1922, uma série de pessoas dispostas a criar uma equipa de futebol reúne-se em Ponferrada, no que poderia muito bem ser considerado uma assembleia geral. Depois de eleger o conselho de administração, presidido pelo Sr. Rogelio López Boto como presidente, no quinto ponto da ordem do dia é debatido o nome da nova entidade, pactuando a Sociedad Deportiva Ponferradina. Da mesma forma, também é determinado o uniforme, composto por calça azul e camisa com listras azuis e brancas com escudo vermelho com as letras S. D. P. e o castelo da cidade.
Por falta de recursos, decidiu-se, no ano seguinte, construir o acampamento dentro da fortaleza templária, por acreditar ser mais económico e “mais difícil de fugir ao pagamento das localidades”, iniciando-se obras que foram interrompidas por um régio decreto do Rei Dom Alfonso XIII, que declarou o castelo Monumento Nacional. Mas as dificuldades foram superadas com a aquisição de uma série de imóveis no campo Santa Marta onde foi preparado o campo de jogo, inaugurado oficialmente em 8 de setembro de 1923 com uma partida contra o Cultural y Deportiva Leonesa.
A Sociedade manteve uma série de encontros amistosos com outras equipas da província de Leão e da Galiza, formando parte da Federação Castelhana e Leonesa com sede em Valladolid na Segunda Categoria em 1926. A equipe é campeã do grupo, ascendendo à divisão superior e conquistando a Copa da Federação. Os melhores momentos esportivos da década de 1920 giram em torno de 1928, com Dom Fernando Miranda como presidente.
A equipe deixou de competir em 1930 devido a uma grave crise que quase causou o seu desaparecimento. A Deportiva conseguiu recuperar o ímpeto dos anos anteriores e voltou às competições em 1932.
Em 1935 foi proclamado campeão regional e no ano seguinte vice-campeão para enfrentar imediatamente a inatividade forçada causada pela guerra civil. Em 1937 queriam reviver a Federação Espanhola de Futebol, convidando uma série de equipes, sendo o Ponferradina o primeiro clube a aceitar a adesão.

## Títulos
| Nacionais          | Nacionais | Nacionais                 |
| ------------------ | --------- | ------------------------- |
| Competição         | Títulos   | Temporadas                |
| Segunda División B | 3         | 2004-05, 2007-08, 2009-10 |
| Tercera División   | 3         | 1957-58, 1965-66, 1986-87 |

| Regionais              | Regionais | Regionais  |
| ---------------------- | --------- | ---------- |
| Competição             | Títulos   | Temporadas |
| Copa de Castela e Leão | 1         | 2010-11    |